# Aeroportul Vicenza
Aeroportul Vicenza (IATA: VIC, ICAO: LIPT) este un aeroport din Vicenza, Provincia Vicenza, Veneto, Italia ce deservește zona Vicenza. Aeroportul a fost tranzitat în 2006 de 526 de pasageri. A fost deschis în 28 octombrie 1929 și numit după zona deservită.
Situat la o altitudine de 39 m, aeroportul dispune de 1 pistă.

## Infrastructură

### Piste
Aeroportul dispune de o singură pistă. Pista are orientarea 18/36. 